# 小贝流浪记
《小贝流浪记》，有时也称《猫咪小贝》，是由一代童话大师孙幼军在1970年代创作的一部童话作品。
1999年6月，由曹小卉先生导演，北京科学教育电影制片厂制作的动画电影《猫咪小贝》制作完成，同年7月首映
。次年，动画《小贝流浪记》也登上了央视频道的舞台。

## 简介
猫妈妈有了两个孩子，黑猫叫做小宝，白猫叫做小贝。小宝生来强壮，小贝生来很弱小。一天，小男孩的飞机掉进了小宝和小贝的屋子里，小贝被小男孩捡到并送给了小女孩，但小贝的小箱子在小女孩一家开车回家的时候不慎掉落草原。小贝不惧危险，凭着“我能行”的顽强地意志力，开始了寻找归家道路的旅程。
一路上，小贝遇到过想要吃掉他的的老狼和大花蛇，也遇见了生性善良，帮助他渡过难关的刺猬和蟾蜍，还和小兔多多成了好朋友。最终，小贝凭着“我能行”的信念，闯过了洪水和雪崩等难关，终于见到了妈妈和哥哥。一路艰辛，弱小的小贝也成长成为了威武高大的“小豹子”。 

## 内容
猫妈妈生了两只小猫，起名小宝和小贝。猫妈妈非常溺爱两个孩子，将生活一切都打理好，小猫无需动手就能吃饱喝足；小宝较强壮而小贝较孱弱。有一天一个男孩闯入窝里，猫妈妈只来得及叼走了小宝，小贝被抓走了。

猫妈妈更加溺爱小宝，结果反而导致小宝既不会跑也不会跳，成为附近的小动物们的笑料，甚至连老鼠都敢欺负它。

小贝被抓走后被男孩捉弄，后来被装在鞋盒里送给了小妹妹。在去乡下的途中，鞋盒掉落车外；小贝试图推开盒子，爪子挂在盒壁上并撕下了一层纸，小贝这才知道自己还有这么有用的东西。很快在盒子上掏了个洞后，小贝逃之夭夭。

小贝在野外流浪，狼口逃生时学会了爬树，受到了狗妈妈和兔子的照顾，并试图爬到山顶去看自己家在哪里。途中小贝又学会了捕食，在深山里日复一日地跋涉，捕捉猎物和躲避天敌的本领越来越高，自己也越来越强壮。

第二年开春之后，小贝偶然从狼口救下了一只小兔，却发现就是去年照顾过自己的那只，自己又绕回了出发点。几天之后，小贝和被动物学家捉到，和其他动物一起运回了城里。

小贝趁饲养员打开笼子时逃了出去，并在一个男孩（就是去年抓小贝那个）手下又救出一只瘦弱的小猫；到了安全的地方，才愕然发现这就是自己的哥哥小宝。猫妈妈一家团聚，度过了最幸福的一天。

## 动画
1999年，中国中央电视台和北京科学教育电影制片厂合作制作了改编自该作品的动画片，于1999年6月8日前后制作完成动画电影版《猫咪小贝》，并于同年7月举行首映式。1999年8月，该动画片的录像带由北京科影音像出版社出版发行。同年，央视在此基础上又推出了10集的电视动画系列片《小贝流浪记》。
动画片主要讲述：猫咪小贝生来体弱，被一个男孩捡到后又因为种种原因流浪草原并遇见了各种不同的动物，最终它凭借“我能行”的意志战胜了种种困难并磨练了意志，最终得以与它的妈妈和哥哥重逢。
在1999年8月第17届中国电视金鹰奖评选中，《小贝流浪记》获最佳电视动画片奖、电视动画片类最佳编剧奖。1999年9月20日，电影版《猫咪小贝》也获得了第19届中国电影金鸡奖的最佳美术片提名。在国际上，该片也获得了第二十九届伊朗德黑兰国际教育发展电影节科教故事片“金书奖”。